# Seznam ocenění a nominací seriálu Hra na oliheň
Toto je seznam ocenění a nominací seriálu Hra na oliheň. Jedná se o jihokorejský seriál televizní seriál streamovací služby Netflix, který byl zveřejněn dne 17. září 2021. Děj se odehrává v Jižní Koreji a zachycuje občany s finančními problémy, kteří se účastní série dětských her, při nichž riskují své život v šanci, že získají peněžní výhru. Vzhledem k pozitivnímu přijetí kritiků i veřejnosti získal seriál spoustu ocenění za režii, herecké výkony, vizuální efekty a kinematografii.
Herec O Jong-su se stal prvním korejským hercem, který získal Zlatý Glóbus. Seriál se také stal prvním seriálem v jiném než anglickém jazyce a prvním korejským seriálem, který byl nominován na Cenu Sdružení filmových a televizních herců v kategorii nejlepší obsazení v dramatickém seriálu. Herec I Čong-dže se stal prvním hercem asijského původu, který byl nominován na cenu SAG Awards a Čong Ho-jon se stala druhou herečkou asijského původu, která byla nominována na totéž ocenění. Vítězstvím obou herců se pořad stal prvním seriálem v jiném než anglickém jazyce, který toto ocenění získal. Hra na oliheň se také stala prvním seriálem v jiném než anglickém jazyce, který obdržel nominaci v kategorii nejlepší dramatický seriál a získal cenu Emmy. Získal 14 nominací, přičemž zvítězil v šesti kategoriích, včetně nejlepší mužský herecký výkon v hlavní roli v dramatickém seriálu, nejlepší režie dramatického seriálu a nejlepší ženský herecký výkon v hostující roli v dramatickém seriálu. Ziskem těchto cen se herec I Čong-dže, režisér Hwang Tong-hjok a herečka I Ju-mi stali prvními Asiaty a Korejci, kteří obdrželi cenu Emmy.

## Ocenění a nominace
| Ocenění                                      | Rok  | Kategorie                                                                        | Nominovaný | Výsledek  | Zdroje        |
| -------------------------------------------- | ---- | -------------------------------------------------------------------------------- | --- | --------- | ------------- |
| American Cinema Editors Awards               | 2022 | Nejlepší střih dramatického seriálu                                              | Nam Na-jong (za „Kganbu“) | nominace  | [ 7 ]         |
| American Film Institute Awards               | 2021 | Speciální cena                                                                   | Hra na oliheň | vítězství | [ 8 ]         |
| APAN Star Awards                             | 2022 | Drama roku                                                                       | Hra na oliheň | nominace  | [ 9 ]         |
| APAN Star Awards                             | 2022 | Nejlepší režisér                                                                 | Hwang Tong-hjok | nominace  | [ 9 ]         |
| APAN Star Awards                             | 2022 | Top Excellence Award, herec v dramatu                                            | I Čong-dže | nominace  | [ 9 ]         |
| APAN Star Awards                             | 2022 | Excellence Award, herec v dramatu                                                | Pak He-su | nominace  | [ 9 ]         |
| APAN Star Awards                             | 2022 | Excellence Award, herec v dramatu                                                | O Jong-su | nominace  | [ 9 ]         |
| APAN Star Awards                             | 2022 | Excellence Award, herečka v dramatu                                              | I Ju-mi | nominace  | [ 9 ]         |
| APAN Star Awards                             | 2022 | Nejlepší herec ve vedlejší roli                                                  | Ho Song-tche | vítězství | [ 9 ]         |
| APAN Star Awards                             | 2022 | Nejlepší nová herečka                                                            | Čong Ho-jon | nominace  | [ 9 ]         |
| APAN Star Awards                             | 2022 | Cena popularity, herečka                                                         | Čong Ho-jon | nominace  | [ 9 ]         |
| Art Directors Guild Awards                   | 2021 | Nejlepší výrobní design v jednohodinovém seriálu – jedno-kamerový                | Čche Kjong-son (za „Kganbu“) | vítězství | [ 10 ] [ 11 ] |
| Art Directors Guild Awards                   | 2025 | Nejlepší výrobní design v jednohodinovém seriálu – jedno-kamerový                | Čche Kjong-son (za „Šest nohou“ a „O X“)                                                                                                  | vítězství | [ 12 ]        |
| Baeksang Arts Awards                         | 2022 | Hlavní cena – televize                                                           | Hra na oliheň | vítězství | [ 13 ] [ 14 ] |
| Baeksang Arts Awards                         | 2022 | Nejlepší drama                                                                   | Hra na oliheň | nominace  | [ 13 ] [ 14 ] |
| Baeksang Arts Awards                         | 2022 | Nejlepší režisér – televize                                                      | Hwang Tong-hjok | vítězství | [ 13 ] [ 14 ] |
| Baeksang Arts Awards                         | 2022 | Nejlepší herec – televize                                                        | I Čong-dže | nominace  | [ 13 ] [ 14 ] |
| Baeksang Arts Awards                         | 2022 | Nejlepší herec ve vedlejší roli – televize                                       | Ho Song-tche | nominace  | [ 13 ] [ 14 ] |
| Baeksang Arts Awards                         | 2022 | Nejlepší herečka ve vedlejší roli – televize                                     | Kim Ču-rjong | nominace  | [ 13 ] [ 14 ] |
| Baeksang Arts Awards                         | 2022 | Nejlepší nová herečka – televize                                                 | Čong Ho-jon | nominace  | [ 13 ] [ 14 ] |
| Baeksang Arts Awards                         | 2022 | Nejlepší scénář – televize                                                       | Hwang Tong-hjok | nominace  | [ 13 ] [ 14 ] |
| Baeksang Arts Awards                         | 2022 | Technická cena – umělecký směr                                                   | Čche Kjong-son | nominace  | [ 13 ] [ 14 ] |
| Baeksang Arts Awards                         | 2022 | Technická cena – hudba                                                           | Čong Če-il | vítězství | [ 13 ] [ 14 ] |
| Baeksang Arts Awards                         | 2025 | Nejlepší herec ve vedlejší roli                                                  | Roh Jae-won | nominace  | [ 15 ]        |
| Blue Dragon Series Awards                    | 2022 | Nejlepší drama                                                                   | Hra na oliheň | nominace  | [ 16 ]        |
| Blue Dragon Series Awards                    | 2022 | Nejlepší herec                                                                   | I Čong-dže | vítězství | [ 16 ]        |
| Blue Dragon Series Awards                    | 2022 | Nejlepší herec ve vedlejší roli                                                  | Pak He-su | nominace  | [ 16 ]        |
| Blue Dragon Series Awards                    | 2022 | Nejlepší herečka ve vedlejší roli                                                | Kim Ču-rjong | nominace  | [ 16 ]        |
| Blue Dragon Series Awards                    | 2022 | Nejlepší nová herečka                                                            | Čong Ho-jon | vítězství | [ 16 ]        |
| Cinema Audio Society Awards                  | 2021 | Nejlepší zvuk pro televizní seriál – hodinový                                    | Pak Hjon-su, Serge Perron, Cameron Sloan (za „VIP“)                                                                                       | vítězství | [ 17 ]        |
| Costume Designers Guild Awards               | 2021 | Dokonalost v moderní televizi                                                    | Čo Sang-kjong (za „VIP“) | nominace  | [ 18 ]        |
| Critics' Choice Super Awards                 | 2022 | Nejlepší akční seriál                                                            | Hra na oliheň | vítězství | [ 19 ]        |
| Critics' Choice Super Awards                 | 2022 | Nejlepší herec v akčním seriálu                                                  | I Čong-dže | vítězství | [ 19 ]        |
| Critics' Choice Super Awards                 | 2022 | Nejlepší herečka v akčním seriálu                                                | Čong Ho-jon | vítězství | [ 19 ]        |
| Critics' Choice Super Awards                 | 2022 | Nejlepší herečka v akčním seriálu                                                | Kim Ču-rjong | nominace  | [ 19 ]        |
| Critics' Choice Television Awards            | 2021 | Nejlepší dramatický seriál                                                       | Hra na oliheň | nominace  | [ 20 ] [ 21 ] |
| Critics' Choice Television Awards            | 2021 | Nejlepší herec v dramatickém seriálu                                             | I Čong-dže | vítězství | [ 20 ] [ 21 ] |
| Critics' Choice Television Awards            | 2021 | Nejlepší cizojazyčný seriál                                                      | Hra na oliheň | vítězství | [ 20 ] [ 21 ] |
| Critics' Choice Television Awards            | 2025 | Nejlepší cizojazyčný seriál                                                      | Hra na oliheň | vítězství | [ 22 ]        |
| Cena Emmy                                    | 2022 | Nejlepší dramatický pořad                                                        | Hra na oliheň | nominace  | [ 23 ] [ 24 ] |
| Cena Emmy                                    | 2022 | Nejlepší herec v dramatickém seriálu                                             | I Čong-dže (za „Kganbu“) | vítězství | [ 23 ] [ 24 ] |
| Cena Emmy                                    | 2022 | Nejlepší herec ve vedlejší roli v dramatickém seriálu                            | Pak He-su (za „Jeden šťastný den“) | nominace  | [ 23 ] [ 24 ] |
| Cena Emmy                                    | 2022 | Nejlepší herec ve vedlejší roli v dramatickém seriálu                            | O Jong-su (za „Kganbu“) | nominace  | [ 23 ] [ 24 ] |
| Cena Emmy                                    | 2022 | Nejlepší herečka ve vedlejší roli v dramatickém seriálu                          | Čong Ho-jon (za „Kganbu“) | nominace  | [ 23 ] [ 24 ] |
| Cena Emmy                                    | 2022 | Nejlepší režie dramatického seriálu                                              | Hwang Tong-hjok (za „Červená, zelená“) | vítězství | [ 23 ] [ 24 ] |
| Cena Emmy                                    | 2022 | Nejlepší scénář pro dramatický seriál                                            | Hwang Tong-hjok (za „Jeden šťastný den“)                                                                                                  | nominace  | [ 23 ] [ 24 ] |
| Gold Derby Awards                            | 2022 | Nejlepší seriál (drama)                                                          | Hra na oliheň | nominace  | [ 25 ] [ 26 ] |
| Gold Derby Awards                            | 2022 | Nejlepší herec (drama)                                                           | I Čong-dže | nominace  | [ 25 ] [ 26 ] |
| Gold Derby Awards                            | 2022 | Nejlepší herečka ve vedlejší roli (drama)                                        | Čong Ho-jon | nominace  | [ 25 ] [ 26 ] |
| Gold Derby Awards                            | 2022 | Nejlepší herec ve vedlejší roli (drama)                                          | O Jong-su | nominace  | [ 25 ] [ 26 ] |
| Gold Derby Awards                            | 2022 | Nejlepší herečka v hostující roli (drama)                                        | I Ju-mi | vítězství | [ 25 ] [ 26 ] |
| Gold Derby Awards                            | 2022 | Nejlepší díl (drama)                                                             | „Kganbu“ | nominace  | [ 25 ] [ 26 ] |
| Golden Reel Awards                           | 2021 | Nejlepší zvuk – jednohodinový seriál – komedie/drama – Dialog/ADR                | Kang Hje-jong, Čchö Tche-jong, Kim Pjong-in, Eun-Ji Ye (za „VIP“)                                                                         | nominace  | [ 27 ] [ 28 ] |
| Golden Reel Awards                           | 2021 | Nejlepší zvuk – jednohodinový seriál – komedie/drama – zvukové efekty            | Kang Hje-jong, Ye-Jin Jo, Jang Hje-džin, Taek-Hyun Hong, Chung-Gyu Lee (za „VIP“)                                                         | nominace  | [ 27 ] [ 28 ] |
| Golden Reel Awards                           | 2021 | Nejlepší zvuk – jednohodinový seriál – komedie/drama – hudba                     | Čong Če-il (za „Červená, zelená“) | nominace  | [ 27 ] [ 28 ] |
| Gotham Awards                                | 2021 | Průlomový seriál – dlouhá forma                                                  | Kim Či-jon, Hwang Tong-hjok | vítězství | [ 29 ]        |
| Gotham Awards                                | 2021 | Nejlepší výkon v novém seriálu                                                   | I Čong-dže | nominace  | [ 29 ]        |
| Hollywood Critics Association TV Awards      | 2022 | Nejlepší streamovaný seriál (drama)                                              | Hra na oliheň | nominace  | [ 30 ] [ 31 ] |
| Hollywood Critics Association TV Awards      | 2022 | Nejlepší mezinárodní seriál                                                      | Hra na oliheň | vítězství | [ 30 ] [ 31 ] |
| Hollywood Critics Association TV Awards      | 2022 | Nejlepší herec ve streamovaném seriálu (drama)                                   | I Čong-dže | vítězství | [ 30 ] [ 31 ] |
| Hollywood Critics Association TV Awards      | 2022 | Nejlepší herec ve vedlejší roli ve streamovaném seriálu (drama)                  | Pak He-su | nominace  | [ 30 ] [ 31 ] |
| Hollywood Critics Association TV Awards      | 2022 | Nejlepší herečka ve vedlejší roli ve streamovaném seriálu (drama)                | Čong Ho-jon | nominace  | [ 30 ] [ 31 ] |
| Hollywood Critics Association TV Awards      | 2022 | Nejlepší režie ve streamovaném seriálu (drama)                                   | Hwang Tong-hjok (za „Červená, zelená“) | nominace  | [ 30 ] [ 31 ] |
| Hollywood Critics Association TV Awards      | 2022 | Nejlepší scénář ve streamovaném seriálu (drama)                                  | Hwang Tong-hjok (za „Jeden šťastný den“)                                                                                                  | nominace  | [ 30 ] [ 31 ] |
| Hollywood Music in Media Awards              | 2021 | Skóre – televizní pořad/minisérie                                                | Čong Če-il | vítězství | [ 32 ]        |
| Independent Spirit Awards                    | 2022 | Nejlepší mužský výkon v novém seriálu                                            | I Čong-dže | vítězství | [ 33 ]        |
| Mezinárodní filmový festival v Pučchonu 2022 | 2022 | Seriálobá cena                                                                   | Hra na oliheň | vítězství | [ 34 ]        |
| MTV Movie & TV Awards                        | 2022 | Nejlepší pořad                                                                   | Hra na oliheň | nominace  | [ 35 ]        |
| MTV Movie & TV Awards                        | 2022 | Nejlepší průlomový výkon                                                         | Čong Ho-jon | nominace  | [ 35 ]        |
| People's Choice Awards                       | 2021 | Nejoblíbenější seriál, který stojí za zhlédnutí                                  | Hra na oliheň | vítězství | [ 36 ] [ 37 ] |
| Primetime Creative Arts Emmy Awards          | 2022 | Nejlepší ženský herecký výkon v hostující roli (drama)                           | I Ju-mi (za „Kganbu“) | vítězství | [ 24 ]        |
| Primetime Creative Arts Emmy Awards          | 2022 | Nejlepší výrobní design pro příběh periodického seriálu (jedna hodina nebo více) | Čche Kjong-son, Gim En-jee, Kim Jeong-gun (za „Kganbu“)                                                                                   | vítězství | [ 24 ]        |
| Primetime Creative Arts Emmy Awards          | 2022 | Nejlepší kamera – hodinový seriál                                                | I Hjong-dok (za „Drž se týmu“) | nominace  | [ 24 ]        |
| Primetime Creative Arts Emmy Awards          | 2022 | Nejlepší střih jedno-kamerového dramatického seriálu                             | Nam Na-jong (za „Kganbu“) | nominace  | [ 24 ]        |
| Primetime Creative Arts Emmy Awards          | 2022 | Nejlepší úvodní hudební tematika                                                 | Čong Če-il | nominace  | [ 24 ]        |
| Primetime Creative Arts Emmy Awards          | 2022 | Nejlepší speciální vizuální efekty v epizodě                                     | Čong Če-hun, Kang Moon-jung, Kim Hye-jin, Jo Hyun-jin, Kim Seong-chul, Lee Jae-bum, Shin Min-soo, Seok Jong-yeon, Jun Sung-man (za „VIP“) | vítězství | [ 24 ]        |
| Primetime Creative Arts Emmy Awards          | 2022 | Nejlepší kaskadérský výkon                                                       | Lim Tae-hoon, Shim Sang-min, Kim Cha-i, Lee Tae-young (za „Drž se týmu“)                                                                  | vítězství | [ 24 ]        |
| Producers Guild of America Awards            | 2021 | Nejlepší producent seriálu – drama                                               | Hra na oliheň | nominace  | [ 38 ]        |
| Rose d'Or                                    | 2021 | Dramatický pořad                                                                 | Hra na oliheň | nominace  | [ 39 ] [ 40 ] |
| Satellite Award                              | 2021 | Nejlepší seriál (drama)                                                          | Hra na oliheň | vítězství |               |
| Satellite Award                              | 2025 | Nejlepší seriál (drama)                                                          | Hra na oliheň | nominace  | [ 41 ]        |
| Cena Saturn                                  | 2022 | Nejlepší horrorový a thrillerový seriál                                          | Hra na oliheň | nominace  | [ 42 ]        |
| Cena Sdružení filmových a televizních herců  | 2021 | Nejlepší obsazení v dramatickém seriálu                                          | I Čong-dže, Pak He-su, Wi Ha-džun, Čong Ho-jon, Anupam Tripathi, Ho Song-tche, O Jong-su a Kim Ču-rjong                                   | nominace  | [ 43 ] [ 44 ] |
| Cena Sdružení filmových a televizních herců  | 2021 | Nejlepší mužský herecký výkon v dramatickém seriálu                              | I Čong-dže | vítězství | [ 43 ] [ 44 ] |
| Cena Sdružení filmových a televizních herců  | 2021 | Nejlepší ženský herecký výkon v dramatickém seriálu                              | Čong Ho-jon | vítězství | [ 43 ] [ 44 ] |
| Cena Sdružení filmových a televizních herců  | 2021 | Nejlepší kaskadérský výkon v televizním seriálu                                  | Hra na oliheň | vítězství | [ 43 ] [ 44 ] |
| Ceny Asociace televizních kritiků            | 2022 | Pořad roku                                                                       | Hra na oliheň | nominace  | [ 45 ]        |
| Ceny Asociace televizních kritiků            | 2022 | Vynikající úspěch v dramatu                                                      | Hra na oliheň | nominace  | [ 45 ]        |
| Ceny Asociace televizních kritiků            | 2022 | Individuální úspěch v dramatu                                                    | I Čong-dže | nominace  | [ 45 ]        |
| Televizní cena Britské akademie              | 2022 | Nejlepší mezinárodní pořad                                                       | Hra na oliheň | nominace  | [ 46 ]        |
| Televizní cena Britské akademie              | 2022 | Moment, který musíte vidět                                                       | hra „Červená, zelená“ | nominace  | [ 46 ]        |
| Visual Effects Society Awards                | 2022 | Nejlepší pomocné speciální efekty ve fotoreálné epizodě                          | Jaihoon Jung, Hyejin Kim, Hyungrok Kim, Sungman Jun (za „VIP“)                                                                            | nominace  | [ 47 ]        |
| Zlatý glóbus                                 | 2022 | Nejlepší seriál (drama)                                                          | Hra na oliheň | nominace  | [ 48 ] [ 49 ] |
| Zlatý glóbus                                 | 2022 | Nejlepší herec v seriálu (drama)                                                 | I Čong-dže | nominace  | [ 48 ] [ 49 ] |
| Zlatý glóbus                                 | 2022 | Nejlepší herec ve vedlejší roli                                                  | O Jong-su | vítězství | [ 48 ] [ 49 ] |
| Zlatý glóbus                                 | 2025 | Nejlepší seriál (drama)                                                          | Hra na oliheň | nominace  | [ 50 ]        |